# Terapia renale sostitutiva
Con la locuzione terapia renale sostitutiva o RRT (dall'inglese renal replacement therapy) si indicano l'insieme di trattamenti medici che hanno lo scopo di sostituire o implementare la funzione non endocrina del rene, in pazienti con insufficienza renale; viene utilizzata anche occasionalmente in alcuni tipi di intossicazione. Tutte i trattamenti si basano sul principio dello scambio di soluti, rimuovendo liquidi e sostanze dal sangue attraverso delle membrane semipermeabili.
Le tecniche comprendono terapie metodiche extracorporee continue (CRRT), l'emodialisi intermittente e la dialisi peritoneale. Le tecniche in continuo sono l'emofiltrazione veno-venosa continua (Continuous veno-venous haemofiltration, CVVH), l'emodialisi veno-venosa continua (Continuous veno-venous haemodialysis, CVVHD), l'emodiafiltrazione veno-venosa continua (Continuous veno-venous haemodiafiltration, CVVHDF), l'ultrafiltrazione continua lenta (Slow continuous ultrafiltration, SCUF) e l'emofiltrazione artero-venosa continua (Continuous arterio-venous haemofiltration, CAVHD).